# 巴沙尔·史毕博
巴沙尔·史毕博 （1959年6月25日—) 是一位加拿大电影导演，编剧，制片人，演员及画家。史毕博创作独立电影已超过25年，并拥有超过40部故事片和10个短片。
巴沙尔·史毕博出生于大马士革，很小的时候便随父母及两个兄弟一起移居到了加拿大。在拿到蒙特利尔麦吉尔大学（McGill University）微生物和免疫学学士学位之后，他决定改变他的人生计划，并到蒙特利尔康考迪亚大学（Concordia University）专修电影制作，并获得美术电影导演学士学位。
他的浪漫喜剧，朱莉娅的两个情人（1990）和恋爱中的蓝娜（1991），在柏林电影节上首映，并在1991年的蒙特利尔电影节和新奥尔良电影节上获得一致好评。他的另一个喜剧，爱情与贪婪（1991年），也在1991年的蒙特利尔电影节竞争单元中并成为电影节的亮点之一。之后史毕博又紧接着创作了电影崩溃（1991年），来骑我吧！（1992年），和男扮女装的德拉库拉（1994）。史毕博最近的作品感官（共五部故事片），收到了广大影迷和记者的喜爱，并在加拿大广播公司及一些全球电视网络播出。 史毕博还创作了很多不太商业化的作品，如逐客令（1986），和白鹳（1988）。